# مارین ایرلند
مارین ایرلند (انگلیسی: Marin Ireland؛ زادهٔ ۳۰ اوت ۱۹۷۹) یک بازیگر سینما، و هنرپیشه اهل ایالات متحده آمریکا است. وی از سال ۲۰۰۴ میلادی تاکنون مشغول فعالیت بوده‌است.
از فیلم‌هایی که وی در آن‌ها نقش داشته‌است، می‌توان به ستاره‌هایی در فیلم‌های کوتاه، حرف، آب و هوای آینده، پر شده و پدیده اشاره نمود.